# Anello del pescatore

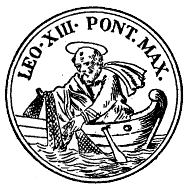
Figura incisa sull'annulus piscatorius di papa Leone XIII

L'anello del pescatore chiamato anche anello piscatorio (in latino annulus piscatorius) o anello papale, è una delle insegne del papa, che egli riceve durante la messa di inizio del suo pontificato e che indossa all'anulare della mano destra. L'anello, appositamente creato per ciascun nuovo pontefice, è detto del pescatore perché, dal XIV secolo, invece dell'immagine degli evangelisti, reca sulla sommità la figura di san Pietro mentre getta le reti dalla sua barca; solitamente, il nome del papa è inciso lungo il bordo di tale immagine. Non tutti gli anelli piscatori, però, raffigurano l'immagine dell'apostolo Pietro intento a gettare le reti in mare: alcuni anelli, infatti, recano incisioni a bassorilievo di san Pietro che tiene in mano un mazzo di due chiavi: una chiave rappresenta il potere nel regno dei cieli e l'altra rappresenta l'autorità spirituale del papato sulla terra; altri anelli, invece, recano semplicemente dei simboli cristiani, ma non raffigurano l'immagine del principe degli apostoli. L'anello del pescatore, inoltre, differisce dall'anello vescovile per solennità, per simboli, per funzioni e per essere prerogativa esclusiva del papa.

## Origine del nome
Nel vangelo secondo Luca (5,1-11) Gesù interviene nel corso di una battuta di pesca scarsamente prolifica e permette miracolosamente ai futuri discepoli di riempire di pesci le proprie reti. Quando Simon Pietro si getta ai piedi di Cristo, viene invitato a divenire "pescatore di uomini":
(Vangelo secondo Luca 5,1-11)
Pietro apostolo, pescatore di uomini, è, secondo la tradizione cattolica, anche il primo papa della storia, proprio perché Gesù stesso gli ha affidato tale primato. Ecco il passo evangelico tratto dal vangelo secondo Matteo:
(Vangelo secondo Matteo 16,13-19)
Perciò, essendo Pietro definito da Gesù pescatore di uomini, primo fra gli apostoli e primo papa della storia, si spiega perché i pontefici, nel corso dei secoli, abbiano voluto imprimere nell'anello pontificio, simbolo di potere e fedeltà alla Chiesa, tale immagine evangelica e abbiano voluto chiamare tale anello del pescatore.

## Utilizzo dell'anello

Sigillo papale di papa Bonifacio IX posto su un documento da lui emanato

Non si sa, però, a quale epoca precisa risalga l'uso di tale insegna. La prima menzione esplicita si trova in una lettera scritta da papa Clemente IV il 7 marzo 1265 al nipote Pietro Grossi; i pontefici successivi, infatti, lo hanno usato per sigillare tutta la loro corrispondenza privata e i brevi apostolici, per mezzo della pressione dell'anello sulla ceralacca riscaldata e fusa sulla carta. Questi atti redatti dal papa, o da lui controfirmati, recavano al loro termine l'espressione sub annulo piscatoris, che faceva, dunque, esplicita menzione del suggello. Gli atti pubblici, invece, recavano un sigillo in piombo fuso posto sul documento stesso. Questi documenti prendevano il nome di bolla papale, dal nome del sigillo, detto bulla, che vi veniva apposto. Tale pratica di usare l'anello del pescatore per sigillare i documenti fu abbandonata nel 1842, quando la cera con il nastrino in seta impressa con l'anello del pescatore cedette il posto a un timbro con inchiostro rosso. Oggi l'anello ha un valore meramente simbolico: i pontefici lo indossano come manifestazione della loro autorità apostolica su tutta la Chiesa cattolica.

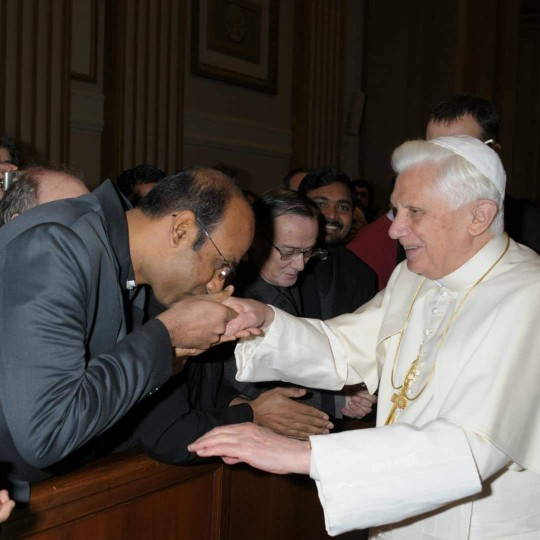
Un sacerdote bacia l'anello piscatorio di papa Benedetto XVI

È, inoltre, antica tradizione che i fedeli bacino l'anello del pescatore come gesto di omaggio nei confronti del papa, anche se questa consuetudine è stata progressivamente abbandonata sotto il pontificato di papa Francesco, principalmente per motivi igienici. La pratica ha visto un qualche ritorno sotto il pontificato di papa Leone XIV, più vicino alle sensibilità tradizionali rispetto al suo predecessore.

## Forma e materiali utilizzati
Le forme e i materiali dell'anello piscatorio sono a discrezione dei pontefici. Alcuni anelli recavano sulla sommità pietre preziose, altri erano fatti di bronzo dorato e con il castone di cristallo di rocca, oppure altri erano interamente forgiati in oro, come quello di papa Benedetto XVI e di molti dei suoi predecessori. Papa Francesco, invece, scelse di portare un anello in argento dorato; il suo successore, papa Leone XIV, ha invece scelto nuovamente di indossare un anello d'oro.

## Consegna e distruzione dell'anello del pescatore
A partire da papa Giovanni Paolo I, l'anello del pescatore viene solennemente consegnato al neoeletto pontefice dal cardinale decano del collegio cardinalizio durante la messa d'inizio del pontificato. Il decano, prima di mettere l'anello al dito anulare della mano destra al nuovo papa, dice in latino:
Pastor animarum nostrarum
Christus, Filius Dei vivi, qui super
petram Ecclesiam suam ædificavit,
Ipse tibi donet Anulum
sigillum Petri Piscatoris, qui
suam spem in mari Galilææ
expertus est, cui Dominus Iesus
cælorum Regni claves commisit.
Beato apostolo Petro tu hodie
succedis in Episcopatu huius Ecclesiæ,
quæ caritatis unitati
præsidet ut beatus apostolus
Paulus docuit; Spiritus caritatis,
in corda nostra effusus, vim et
suavitatem largiatur tuo ministerio omnes in Christum credentes in unitatis communione
Figlio del Dio vivente, Pastore
e Vescovo delle nostre anime,
che ha edificato la sua Chiesa
sulla roccia, ti doni l'Anello,
sigillo di Pietro il Pescatore, che
ha vissuto la sua speranza sul
mare di Tiberiade e al quale il
Signore Gesù ha consegnato le
chiavi del Regno dei cieli.
Oggi tu succedi al Beato Pietro
nell'Episcopato di questa Chiesa,
che presiede alla comunione
dell'unità secondo l'insegnamento
del Beato apostolo Paolo.
Lo Spirito dell'amore effuso nei
nostri cuori ti pervada di forza e mitezza per custodire con il tuo
ministero i credenti in Cristo
nell'unità della comunione.»
(Ordo Rituum pro Ministerii Petrini Initio Romae Episcopi, consegna dell'anello)
Alla morte del pontefice, o in seguito alla sua rinuncia, l'anello veniva distrutto dal cardinale camerlengo, alla presenza di altri cardinali. Prima dell'entrata in vigore della costituzione apostolica Universi Dominici Gregis, pubblicata da papa Giovanni Paolo II il 22 febbraio 1996, il camerlengo, dopo aver accertato la morte del papa, sfilava l'anello dal dito di quest'ultimo, vi incideva sopra una croce con uno scalpello e successivamente con un martelletto d'argento lo distruggeva, e ciò che restava del gioiello veniva conservato nei musei vaticani come reperto. Tale azione, che una volta era intesa a prevenire che qualcuno potesse appropriarsi dell'anello e usarlo indebitamente per legittimare documenti successivi, ha poi assunto il significato di sottolineare che nel periodo di sede vacante nessuno può assumere le prerogative proprie del sommo pontefice.
Dopo l'entrata in vigore della suddetta costituzione apostolica, si prescrive che l'anello del pescatore venga semplicemente annullato, non indicando una procedura precisa:
(Papa Giovanni Paolo II, costituzione apostolica Universi Dominici Gregis, capitolo II, art. n. 13 g)
Ad esempio, dopo la rinuncia di papa Benedetto XVI, i suoi due anelli papali sono stati biffati, cioè i disegni sono stati rigati con una croce per impedire che possano essere usati come sigilli, ma non sono stati distrutti fisicamente come prescrivevano le vecchie norme. Insieme agli anelli sono stati annullati, come prevede la costituzione apostolica già citata, i timbri a secco per i documenti pontifici, uno più grande e uno più piccolo, e la matrice del sigillo di piombo che serve per applicare i sigilli di piombo sulle bolle pontificie.

## I papi e l'anello del pescatore
Da qualche tempo a questa parte, come già detto, il monile papale ha assunto un grande significato simbolico, ed è svincolato dagli antichi e originali rimandi di natura laica o temporale. I pontefici, infatti, più volte hanno donato il proprio anello piscatorio.
Papa Giovanni XXIII, ad esempio, nell'ottobre del 1962 donò il proprio anello papale simbolicamente a san Giuseppe, al quale aveva raccomandato i lavori preparatori del Concilio Vaticano II, alla basilica dell'Assunzione della Beata Vergine Maria di Kalisz, dove è conservata un'immagine del santo ritenuta miracolosa.
Anche papa Giovanni Paolo II, circa quarant'anni dopo, nel 2004, riprese il gesto del dono simbolico a san Giuseppe e l'anello fu poi collocato dall'arcivescovo di Cracovia Franciszek Macharski nella tela di un quadro del santo custodito nel monastero-santuario dei Carmelitani Scalzi a Wadowice, città natale del pontefice. Giovanni Paolo II, infatti, portava generalmente al dito l'anello episcopale d'oro, donatogli quando era cardinale da papa Paolo VI, che a sua volta faceva un uso saltuario dell'anello piscatorio, e adoperava, per i fini dell'anello del pescatore, un sigillo ovale.
Anche papa Francesco utilizzava prevalentemente l'anello episcopale argenteo, riservando l'anello piscatorio, generalmente, per alcune liturgie e particolari funzioni.

## Galleria d'immagini

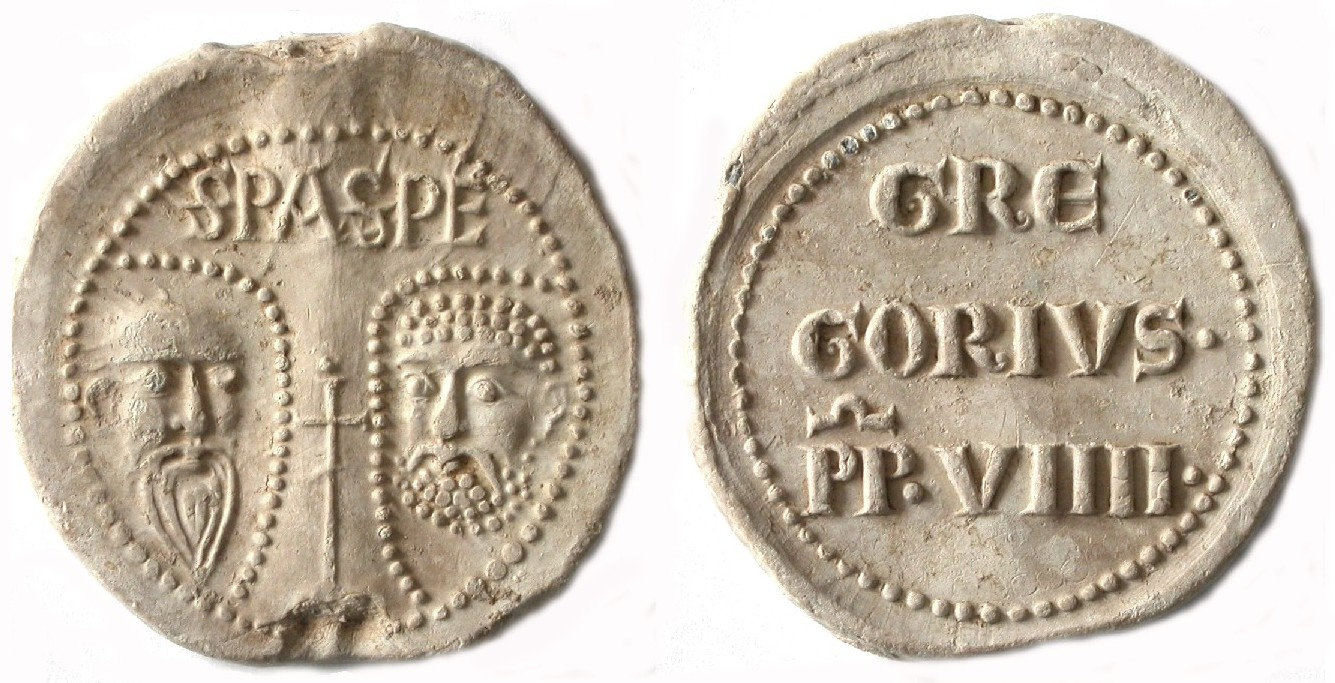
Fronte e retro del sigillo di bolla papale di papa Gregorio IX
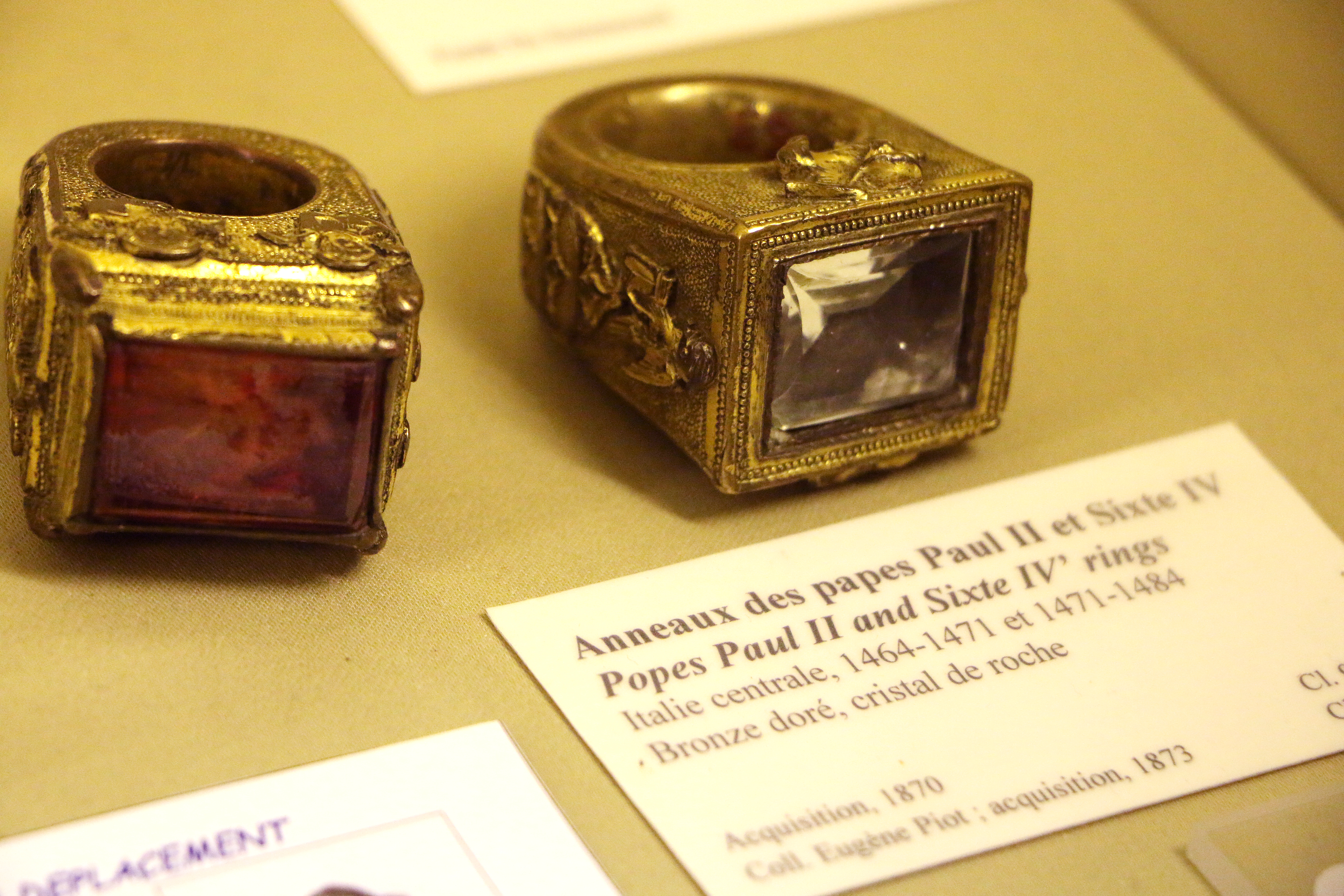
Anelli papali dei pontefici Paolo II (a destra) e Sisto IV (a sinistra)
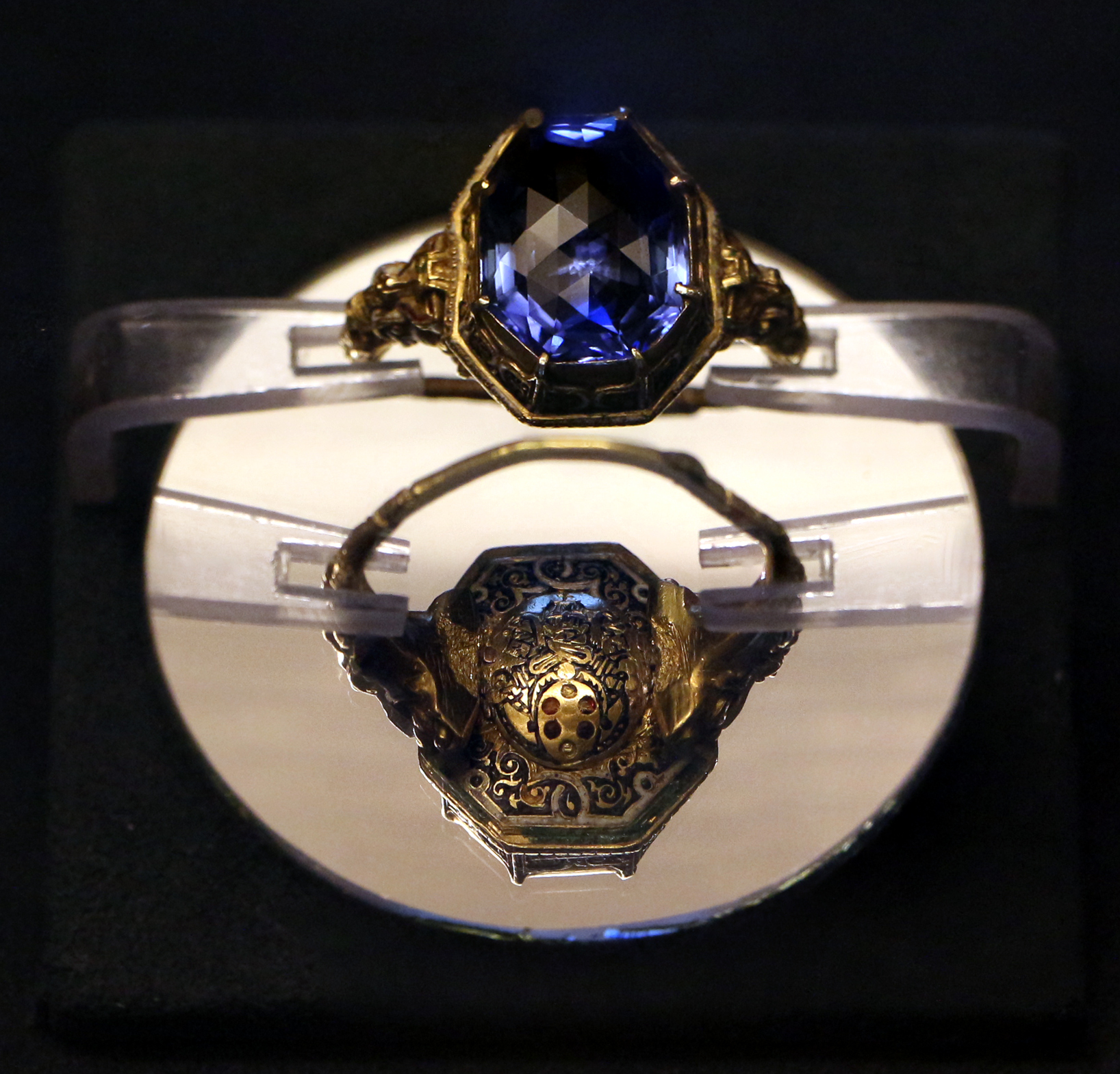
Anello papale di papa Pio IV conservato presso il Museo diocesano tridentino
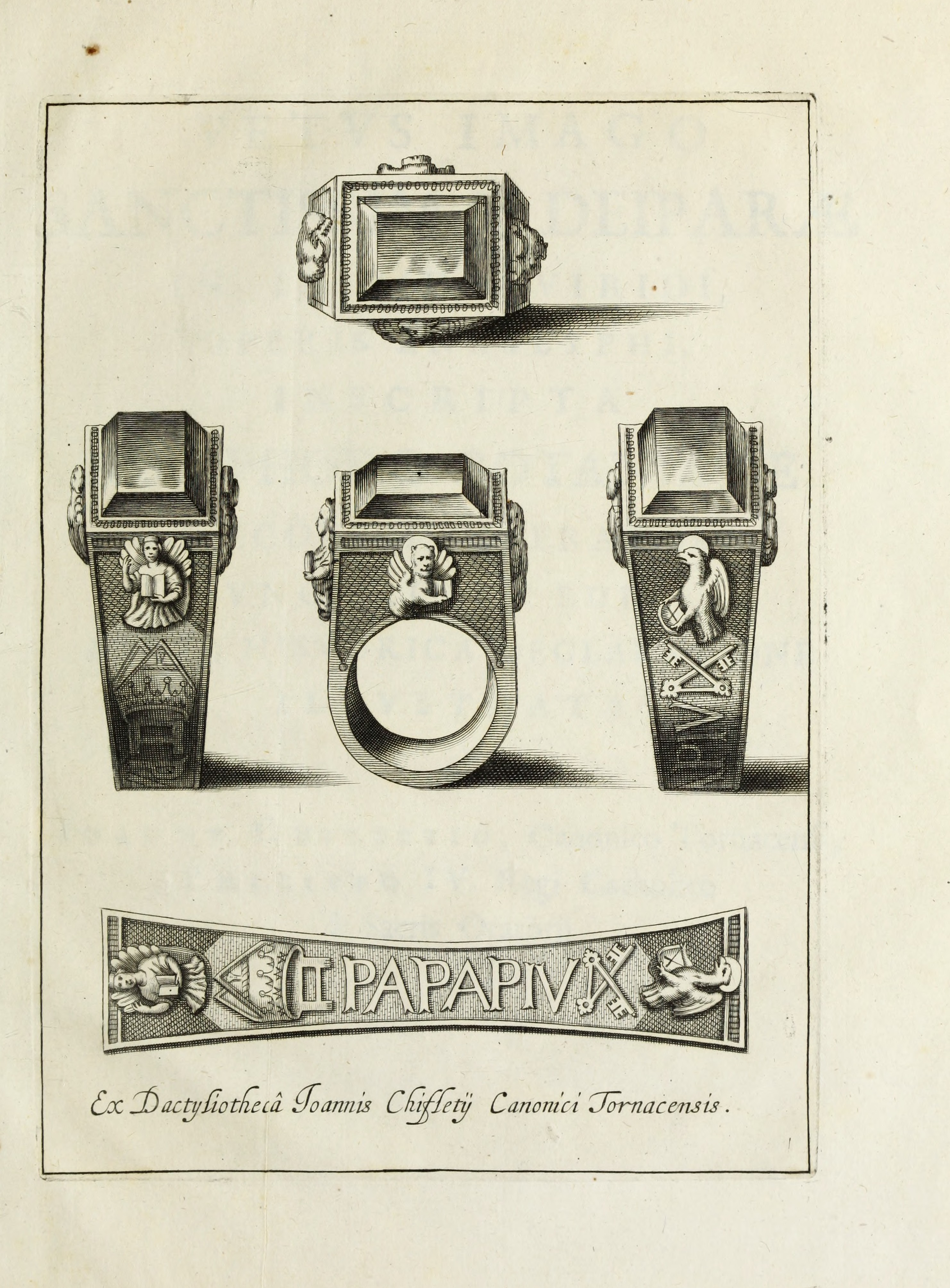
Disegno dell'anello papale ideato e regalato da Jean Chifflet a papa Pio II
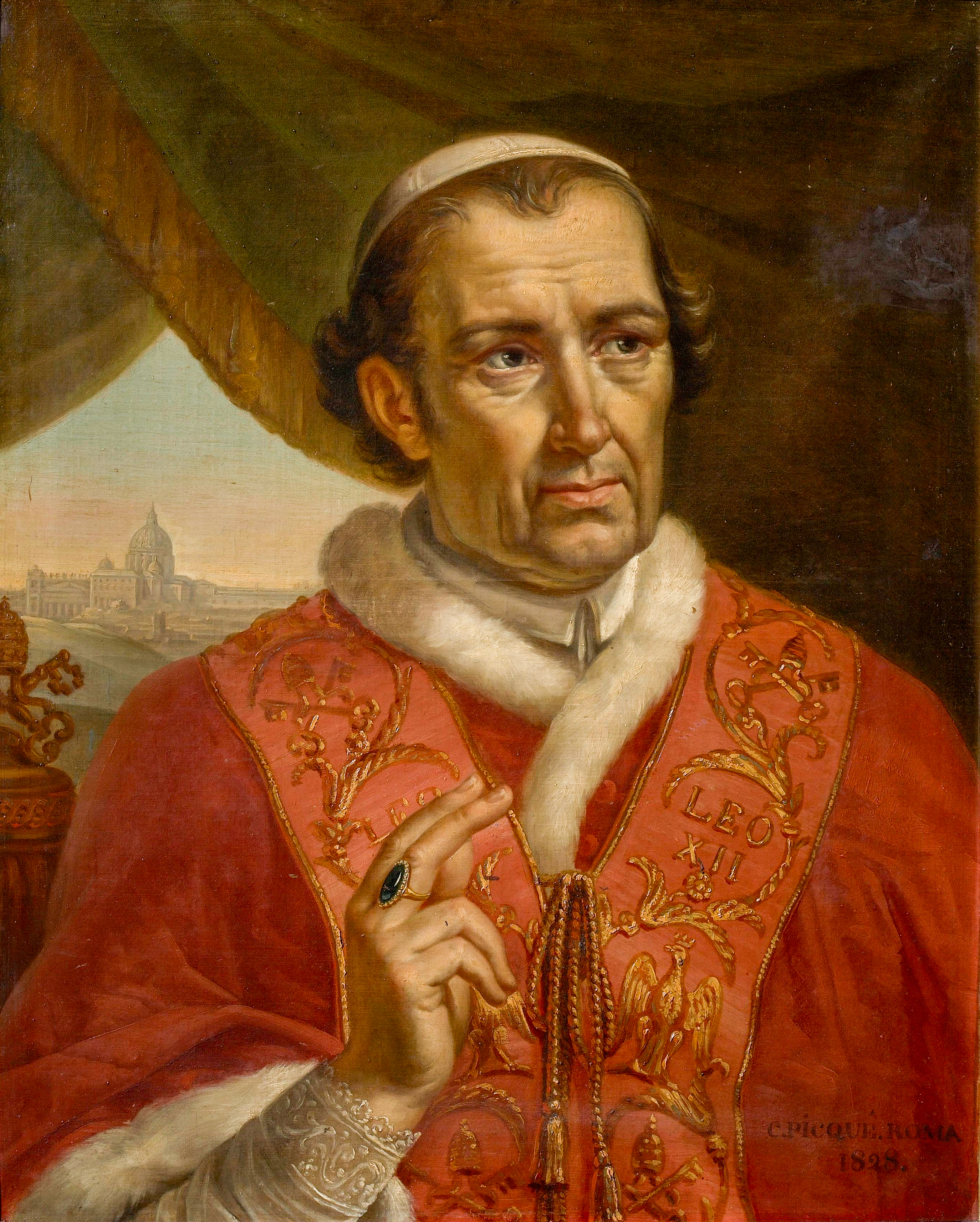
Papa Leone XII, con mano benedicente, indossa l'anello del pescatore
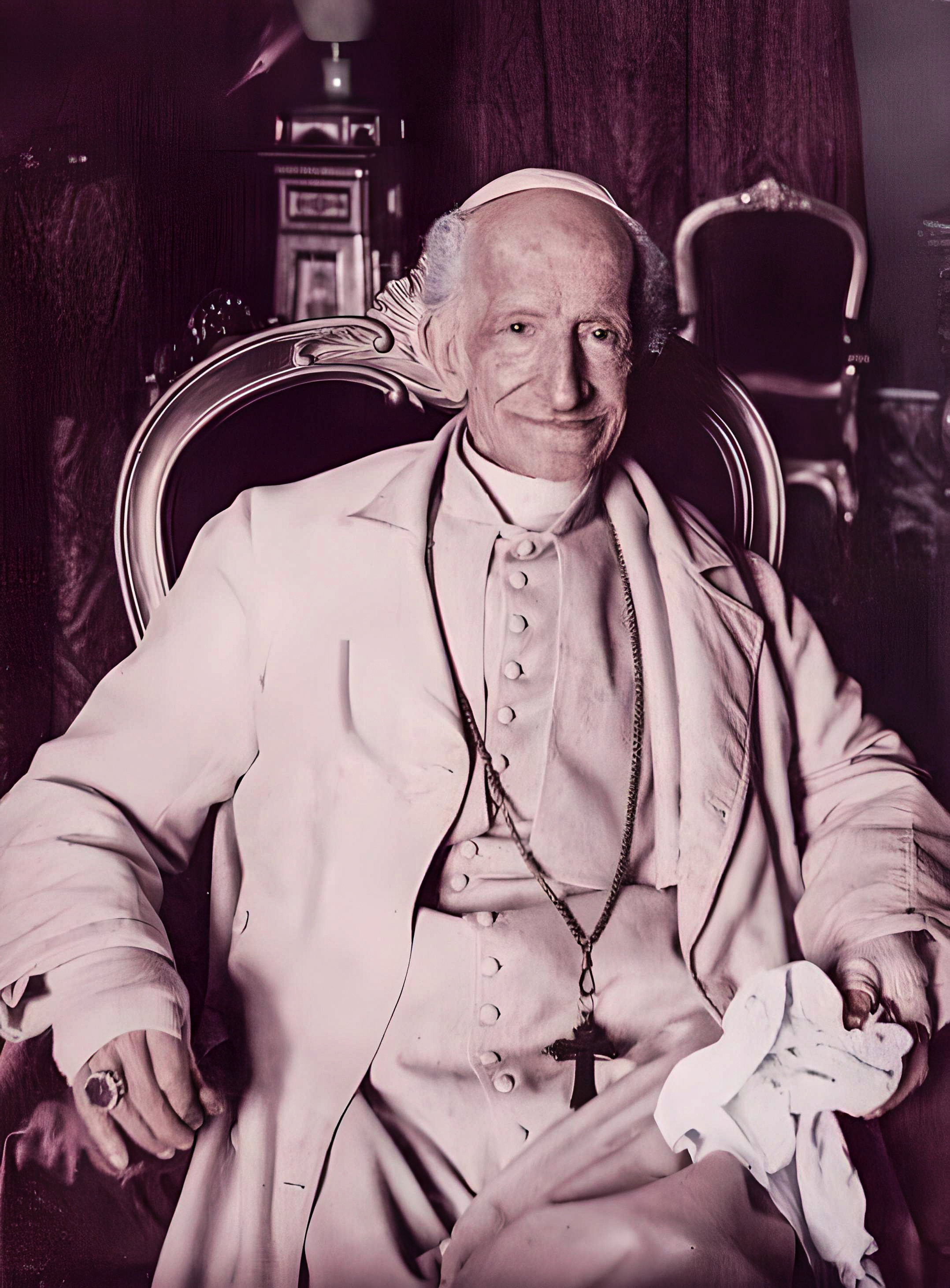
Papa Leone XIII, nel 1887, indossa l'anello del pescatore
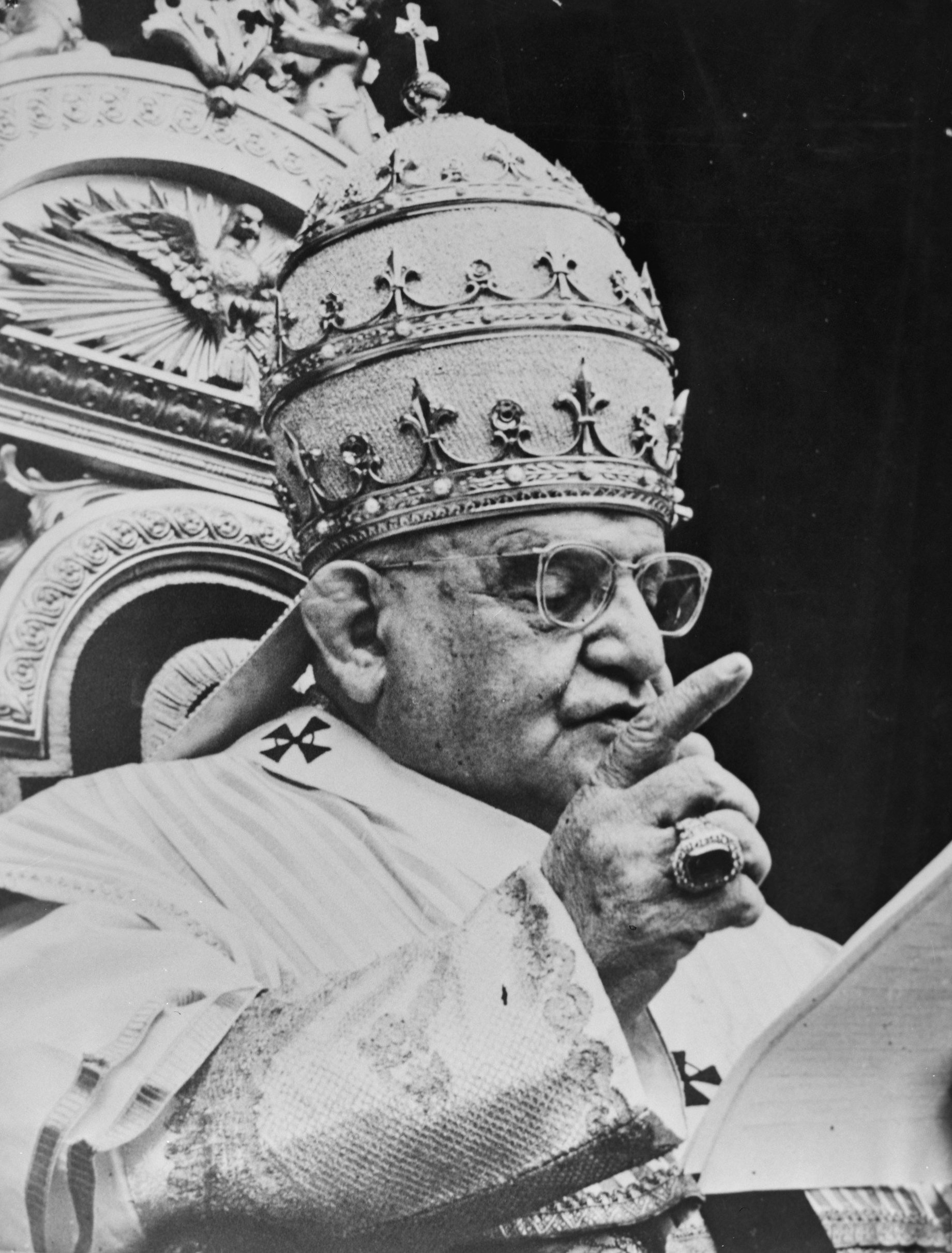
Papa Giovanni XXIII indossa la tiara, il fanone papale, il pallio e l'anello del pescatore
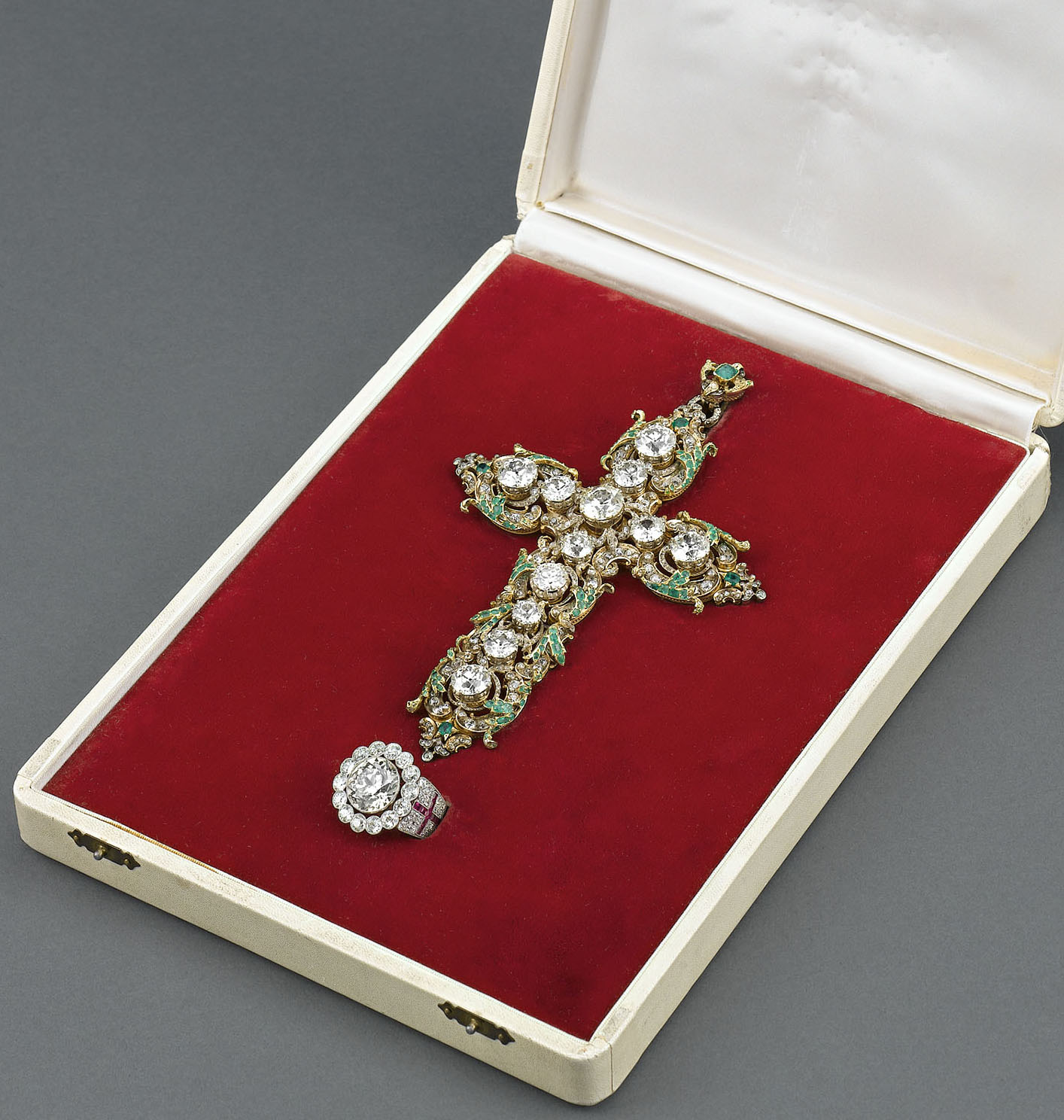
La croce pettorale e l'anello del pescatore di papa Paolo VI, da lui stesso donati alle Nazioni Unite
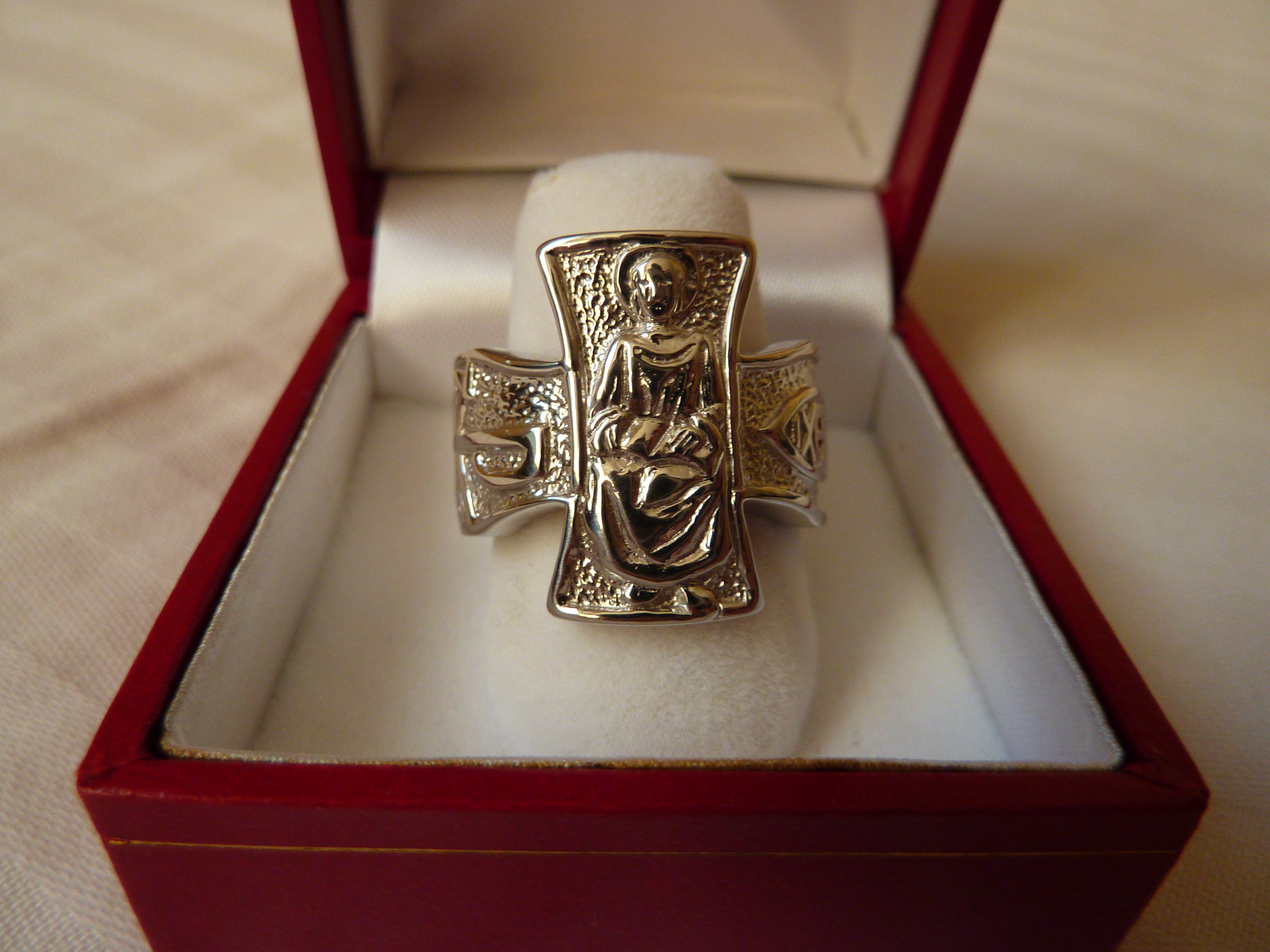
Anello cruciforme in argento ispirato all'anello piscatorio di papa Giovanni Paolo II
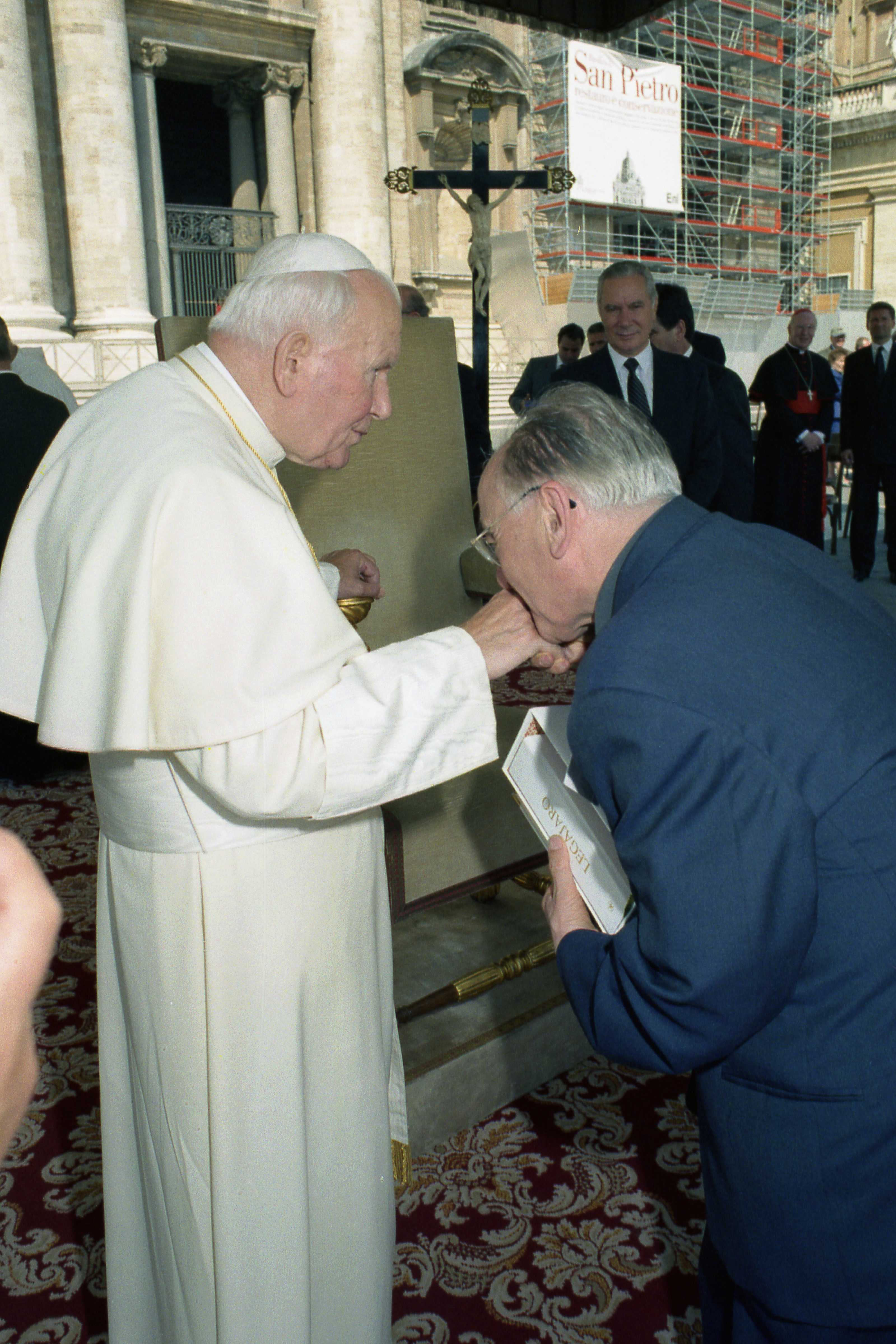
Duilio Magnani bacia l'anello del pescatore di papa Giovanni Paolo II
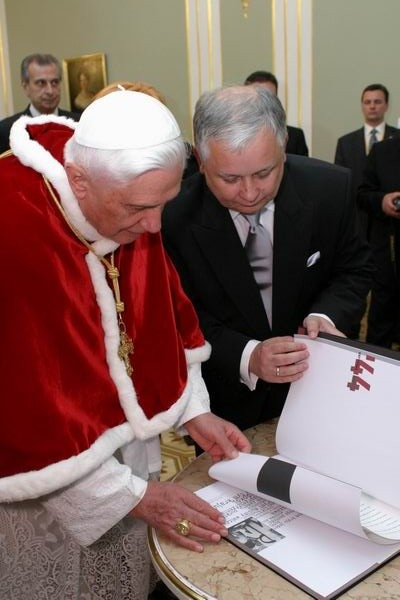
Papa Benedetto XVI con l'anello del pescatore